# Організаційна структура Збройних сил США
Організаційна структура Збройних сил США (англ. Structure of the United States Armed Forces) — упорядкована сукупність державних структур, озброєних військових формувань, установ, закладів та інших структурних організації усіх Збройних сил країни, які відповідно до розділу 10 Кодексу США належать до Міністерства оборони США (армія США, військово-морські сили, повітряні сили та морська піхота і Міністерства національної безпеки США (Берегова охорона, призначених для охорони і оборони держави та захисту її незалежності від зовнішніх небезпек.
Керівництво усією вертикаллю влади над збройними силами США здійснюється Верховним головнокомандувачем країни — Президентом США — через міністерство (департамент) оборони США.

## Міністерство оборони США
- Міністр оборони США: Марк Еспер
  - Заступник міністра оборони США: Девід Норквіст

### Офіс міністра оборони США

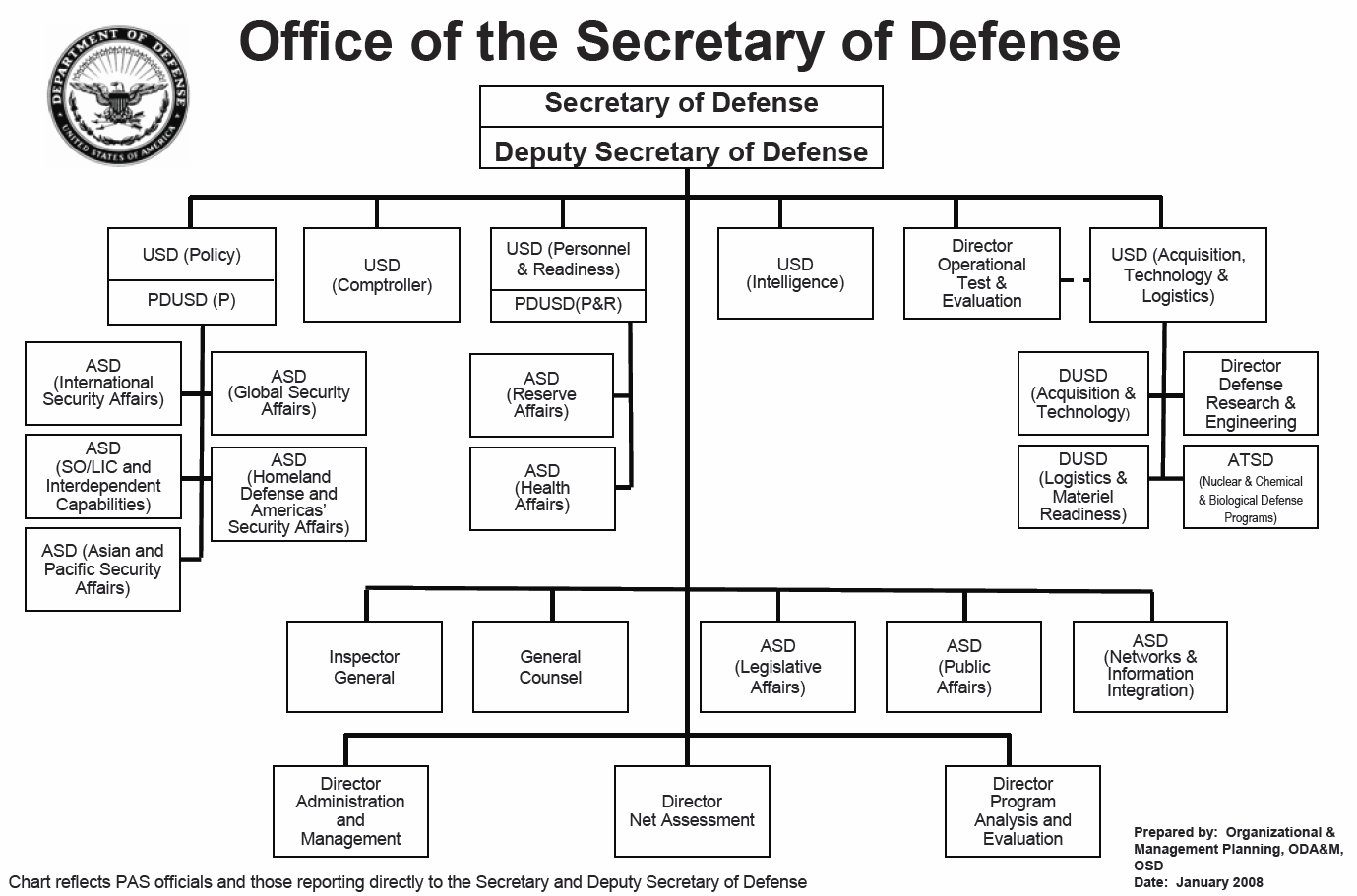
Організаційна структура офісу міністра оборони США

- Заступник міністра оборони США з фінансового контролю
  - Перший помічник заступника міністра оборони (контролер)
  - Директор програмного аналізу та оцінки
- Заступник міністра оборони США з постачань, технологій та логістики
  - Директор досліджень та інженірінгу міністерства оборони
  - помічник заступника міністра оборони (постачань і технологій)
  - помічник заступника міністра оборони (логістики й матеріальних засобів)
  - помічник міністра оборони (з програма ЗМУ)
  - директор програм утилізації малого та неперспективного бізнесу
  - помічник заступника міністра оборони (реформ постачання)
  - помічник заступника міністра оборони (передових систем та концепцій)
  - помічник заступника міністра оборони (безпеки середовища)
  - помічник заступника міністра оборони (індустріальних справ)
  - помічник заступника міністра оборони (з інсталяцій)
  - помічник заступника міністра оборони (науки та технології)
- Заступник міністра оборони США з особового складу та підготовки
  - помічник міністра оборони (з політики менеджменту сил)
  - помічник міністра оборони (охорони здоров'я)
  - помічник міністра оборони (справ Резерву)
  - помічник заступника міністра оборони (з боєготовності)
  - помічник заступника міністра оборони (інтеграційних програм)
  - помічник заступника міністра оборони (з планування)
- Заступник міністра оборони США з політики
  - головний помічник заступника міністра оборони з політики
  - помічник міністра оборони (у справах в міжнародній безпеці)
  - помічник міністра оборони (стратегія та зниження рівня загрози)
  - помічник міністра оборони (спеціальні операції та конфлікти низької інтенсивності)
  - помічник заступника міністра оборони (з політики підтримки)
  - помічник заступника міністра оборони (з політики безпеки технологій)
  - Військовий радник місії США при НАТО
- Заступник міністра оборони США з питань розвідки
- помічник міністра оборони (управління військами та розвідки)
- помічник міністра оборони (юрист-радник)
- Помічник міністра оборони США по зв'язках з громадськістю
- Генеральний консул міністерства оборони
- директор програм тестувань та випробувань
- помічник міністра оборони (розвідувального контролю)
- директор адміністрування та менеджменту
- директор загальних мережевих оцінок

### Офіс Генерального інспектора
- Генеральний інспектор міністерства оборони: Глен Файн
  - Перший заступник Генерального інспектора
    - Старшина апарату інспекторів
    - голова комісії з рівноправ'я (EEO)
    - Старший військовий інспектор
    - помічник Генерального інспектора з адміністрування та менеджменту
    - помічник Генерального інспектора по зв'язках з Конгресом та комітетами
    - Генеральний консул
    - заступник Генерального інспектора з аудиту
      - перший помічник Генерального інспектора з аудиту
        - помічник Генерального інспектора з аудиту
          - уповноважена особа помічника Генерального інспектора з аудиту
            - агентство аудиту

    - заступник Генерального інспектора з політики та контролю
      - помічник Генерального інспектора (з політики контролю аудиту)
      - помічник Генерального інспектора (інспекцій та оцінок)
      - помічник Генерального інспектора (досліджень політики & контролю)
      - директор гарячих ліній Director of Hotline
      - директор AFU
      - директор QMD
      - директор TAD
      - директор інтелектуального аналізу даних
      - Генеральні інспектори видів ЗС

    - заступник Генерального інспектора з розслідувань
      - директор розслідувань вищих посадовців
      - директор розслідувань військових покарань
      - директор розслідувань цивільних покарань
      - директор служби кримінальних розслідувань
        - заступник директора служби кримінальних розслідувань

      - служба кримінальних розслідувань в армії США
      - служба кримінальних розслідувань у ВМС США
      - служба кримінальних розслідувань у ПС США

    - заступник Генерального інспектора з розвідки
      - помічник заступника Генерального інспектора (з аудиту розвідки)
      - помічник заступника Генерального інспектора (з оцінки розвідки)
      - Національне бюро спостереження
      - Розвідувальне управління Міністерства оборони
      - Агентство національної безпеки
      - Національне агентство геопросторової розвідки

### СтруктураОб'єднаного Комітету начальників штабів

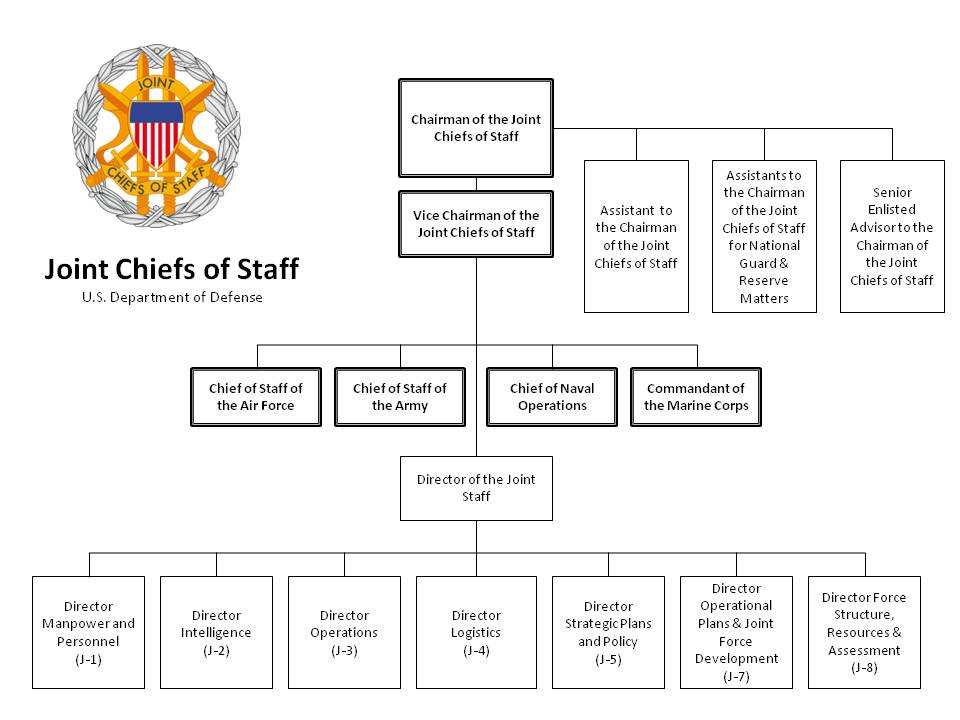
Організаційна структура Об'єднаного Комітету начальників штабів

- Голова Об'єднаного комітету начальників штабів США: генерал Марк Міллі, Армія
  - Заступник голови Об'єднаного комітету начальників штабів США: генерал Пол Сельва, ПС
    - Начальник штабу Армії США: генерал Марк Міллі, Армія
    - Комендант Корпусу морської піхоти США: генерал Роберт Неллер, КМП
    - Керівник військово-морськими операціями: адмірал Джон Річардсон, ВМС
    - Начальник штабу Повітряних сил США: генерал Девід Голдфейн, ПС

Об'єднаний штаб
- помічник Голови ОКНШ
- Старший сержантський радник Голови ОКНШ
- Директор ОКНШ
  - управління о/с (J-1)
  - управління розвідки ОКНШ (J-2)
  - оперативне управління (J-3)
  - управління логістики (J-4)
  - управління стратегічного планування та довгострокової політики (J-5)
  - управління оперативного планування та організації взаємосумісності (J-7)
  - служба ресурсів та оцінок сил (J-8)
  - управління менеджменту

### Військові міністерства США

#### Міністерство армії США

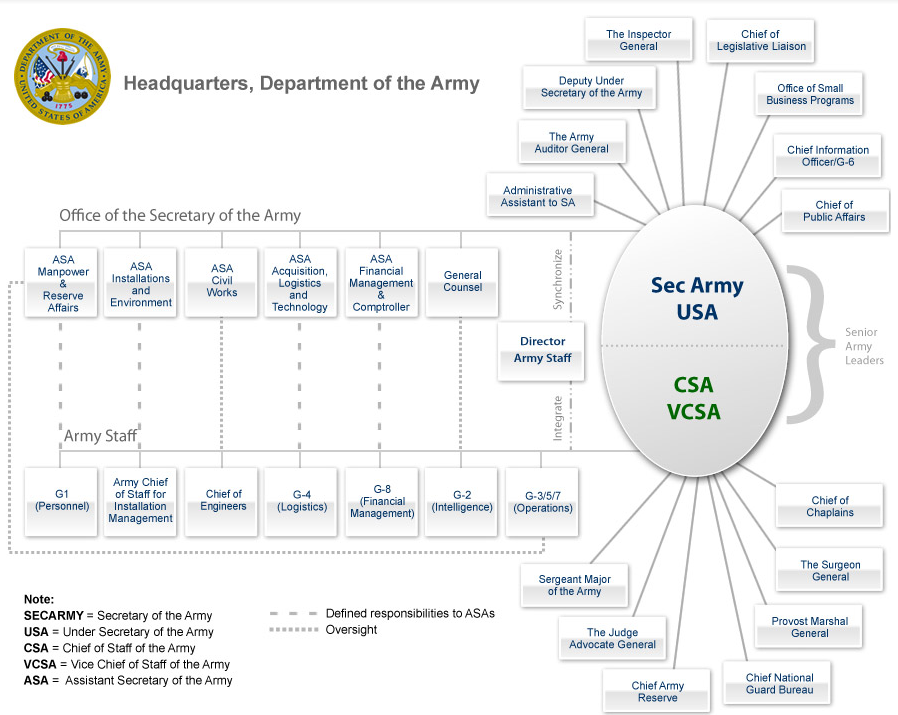
Організаційна структура Міністерство армії США в 2010 році

- Міністр армії США

##### Офіс міністра армії США
- Заступник міністра армії США
  - Генеральний інспектор армії
  - Генеральний аудитор армії
  - помічник заступника міністра армії
  - помічник заступника міністра армії з трансформації бізнесу
  - голова відділу зв'язків із законодавчими органами
  - голова відділу зв'язків із громадськістю
  - офіс утилізації малого та неперспективного бізнесу
  - Генеральний консул армії
  - адміністративний помічник міністра армії
  - помічник міністра армії з постачання, логістики та технологій
  - помічник міністра армії (цивільні працівники)
  - помічник міністра армії (фінансовий менеджмент та контроль)
  - помічник міністра армії (інсталяції та середовище)
  - помічник міністра армії (особовий склад та резерви)
  - старший офіцер з інформації
    - Командування армії США з мережевих технологій

  - Директор штабу армії
  - Військова академія США
  - Командування армії США з розвідки та безпеки
  - Дослідницько-випробувальне командування армії США
  - Командування кримінальних розслідувань армії США
  - Медичне командування армії США
  - Військовий округ армії США «Вашингтон»
  - Корпус інженерів армії США
  - Командування резерву армії США
  - Центр поставок армії США

##### Штаб армії США
- - Начальник штабу Армії
    - Заступник начальника штабу Армії
    - Army Futures Command
      - Головний хірург армії
      - Начальник бюро Національної гвардії
      - Начальник Резерву армії США
      - Генеральний прокурор армії
      - Голова військової поліції армії США
      - голова служби капеланів
      - Сержант-майор армії США
      - Заступник начальника штабу (з логістики) (G-4)
      - Начальник корпусу інженерів
      - Заступник начальника штабу (з програм) (G-8)
      - помічник начальника штабу з менеджменту інсталяціями
        - Командування управління інсталяціями армії США

      - Заступник начальника штабу (персонал) (G-1)
      - Заступник начальника штабу (розвідка) (G-2)
      - Заступник начальника штабу (планування, операції та трансформації) (G-3/5/7)
      - Командування навчання та доктрин армії США
      - Командування матеріального забезпечення армії США
      - Командування сил армії США
      - Африканська армія США
      - Центральна армія США
      - Європейська армія США
      - Північна армія США
      - Південна армія США
      - Тихоокеанська армія США
      - Командування сил спеціальних операцій армії США
      - Командування розгортання та транспортування на морі
      - Космічно-протиракетне командування армії США
      - 8-ма армія

#### Міністерство військово-морських сил США

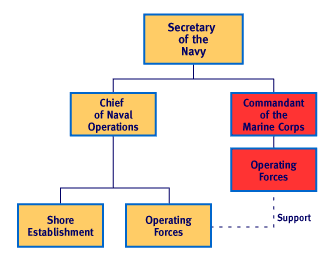
Схема організації міністерства військово-морських сил США

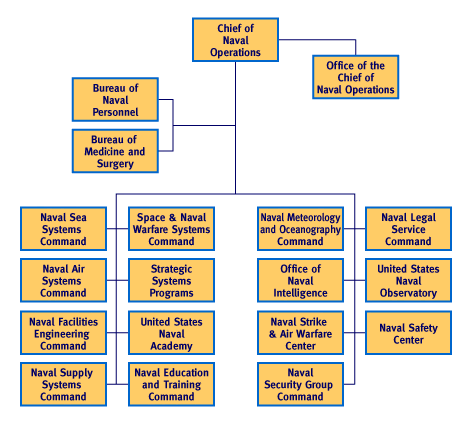
Схема організації берегових структур та установ ВМС США

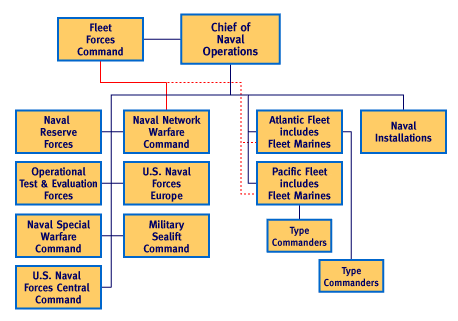
Схема організації оперативних сил ВМС США

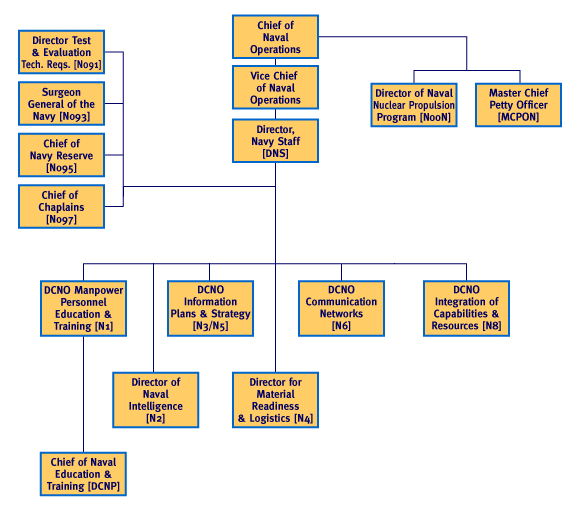
Схема організації офісу Керівника військово-морськими операціями

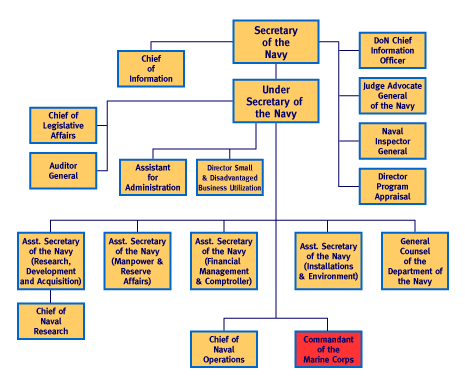
Схема організації офісу Міністра ВМС США

- Міністр військово-морських сил США

##### ОфісМіністра ВМС США
- - Заступник міністра військово-морських сил США
    - Начальник інформації
    - Головний юрисконсульт
    - Генеральний аудитор ВМС
    - помічник з адміністрування
    - директор утилізації малого та неперспективного бізнесу
    - помічник міністра ВМС (з розробок, розвитку та постачань)
      - Офіс військово-морських досліджень

    - помічник міністра ВМС (з персоналу та резерву ВМС)
    - помічник міністра ВМС (з фінансового менеджменту та контролю)
    - помічник міністра ВМС (з інсталяцій та середовища)
    - Генеральний консул ВМС
    - Начальник відділу інформації
    - Генеральний прокурор ВМС
    - Генеральний інспектор ВМС
    - директор експертних програм та оцінок

##### ОфісКерівника військово-морськими операціями
- - Керівник військово-морськими операціями
    - Заступник керівника військово-морськими операціями
      - Бюро персоналу ВМС
      - Медичне та хірургічне бюро ВМС
      - Командування систем ВМС США
      - Командування повітряних систем ВМС США
      - Інженерне командування ВМС США
      - Командування систем забезпечення ВМС США
      - Бойове командування космічних та надводних систем ВМС США
      - Командування стратегічних систем ВМС США
      - Військово-морська Академія США
      - Командування освіти та тренувань ВМС США
      - Командування метеорології та океанографії ВМС США
      - Юридичне командування ВМС США
      - Військово-морська обсерваторія США
      - Центр ударно-повітряних систем ВМС США
      - Центр безпеки ВМС
      - Командування безпеки ВМС США
      - Резерв ВМС США
      - Управління оперативного тестування та оцінки сил ВМС
      - Командування військово-морських спеціальних операцій ВМС США
      - Центральне командування ВМС США
      - Командування мережевих війн ВМС США
      - Командування ВМС США у Європі
      - Командування військово-морських перевезень
      - Командування сил флоту США
      - Тихоокеанський флот США
      - Командування інсталяціями ВМС США
      - Директор управління ядерних силових установок

##### Штаб Корпусу морської піхоти США
- -     - Комендант Корпусу морської піхоти США
    - Заступник коменданта Корпусу морської піхоти США

#### Міністерство Повітряних сил США
- Міністр Повітряних сил США: Хізер Вілсон

##### Офіс Міністра ПС США
- - Заступник міністра Повітряних сил США
    - Адміністративний помічник
    - Генеральний аудитор
    - помічник міністра ПС США (з постачання)
    - директор комунікацій
    - помічник міністра ПС США (фінансовий менеджмент та контроль)
    - помічник міністра ПС США (з інсталяцій, логістики та середовища)
    - помічник заступника міністра ПС США (міжнародних справ)
    - помічник міністра ПС США (персоналу та резерву ПС)
    - директор публічних справ
    - директор юридичного управління
    - генеральний інспектор ПС
    - генеральний консул ПС
    - начальник управління бойової інтеграції
    - начальник офісу інформації
    - головний історик ПС
    - Директор тестувань та оцінки ПС
    - Начальник науково-технологічного центру ПС

##### Штаб ПС США

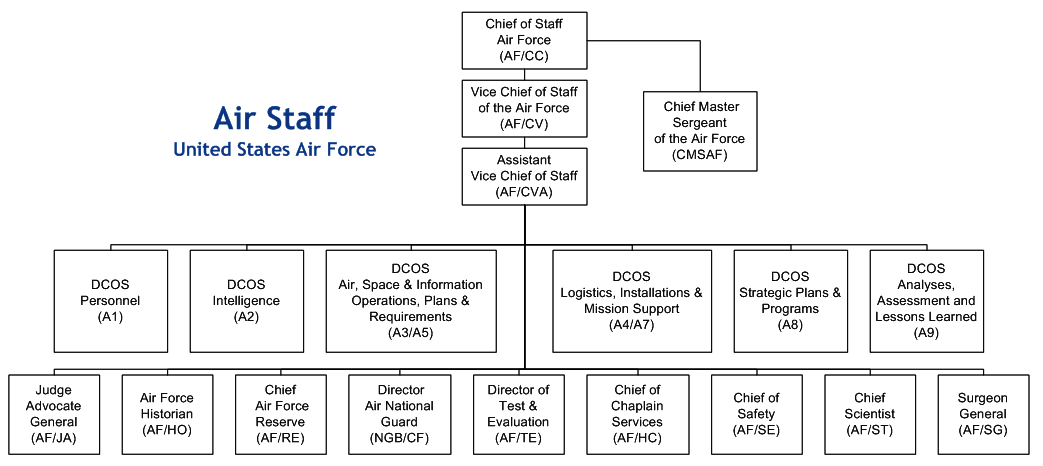
Схема організації ПС США

- - Начальник штабу Повітряних сил США Девід Голдфейн
    - Віце-начальник штабу ПС
      - Головний майстер-сержант Повітряних сил США
      - заступник начальника штабу ПС (з персоналу) (A1)
      - заступник начальника штабу ПС (з розвідки та спостереження) (A2)
      - заступник начальника штабу ПС (з операцій у повітрі, космосі та інформаційних, планування та перспектив) (A3/5)
      - заступник начальника штабу ПС (з логістики, інсталяцій та підтримки місій) (A4/7)
      - заступник начальника штабу ПС (зі стратегічного планування та програм) (A8)
      - директор програм аналізу, оцінок та узагальнення досвіду (A9)
      - головний капелан
      - генеральний прокурор ПС
      - Начальник Резерву ПС США
      - начальник служби безпеки
      - генеральний хірург ПС США
      - директор ПС Національної гвардії США

    - Головні командування Повітряних сил США
      - Бойове командування Повітряних сил США
      - Командування освіти та тренувань Повітряних сил США
      - Командування матеріального забезпечення Повітряних сил США
      - Командування резерву ПС США
      - Космічне командування Повітряних сил США
      - Командування спеціальних операцій Повітряних сил США
      - Кібернетичне командування Повітряних сил США
      - Транспортне командування Повітряних сил США
      - Тихоокеанське командування Повітряних сил США
      - Командування Повітряних сил США у Європі

### Об'єднане Командування Збройних сил США

#### Центральне Командування Збройних сил США

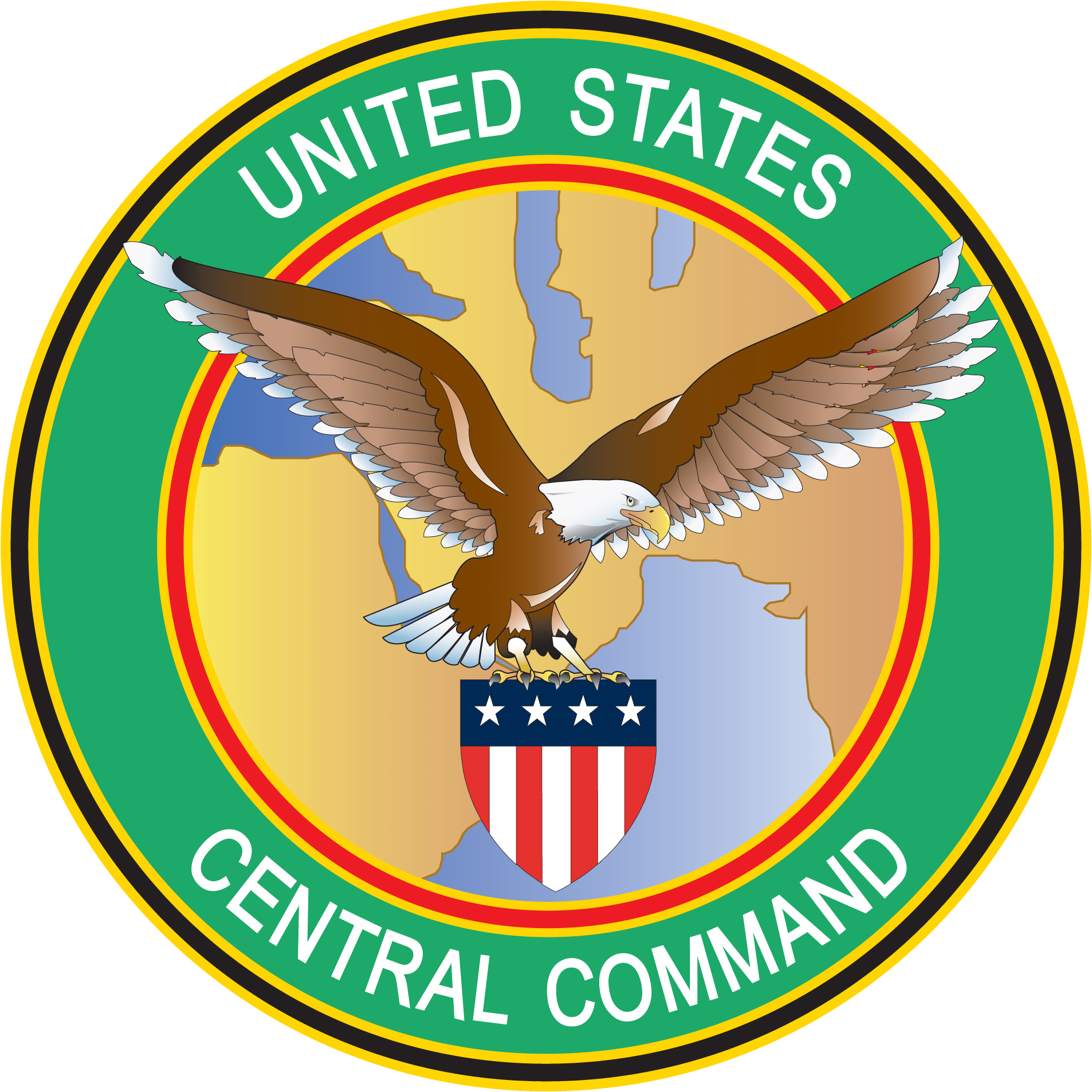
Емблема Центрального Командування Збройних сил США

- Командувач CENTCOM: генерал Кеннет Маккензі, КМП

#### Командування армії США Європою та Африкою (USAREUR-AF)

Емблема Африканського Командування Збройних сил США

Емблема Європейського Командування Збройних сил США

US Army Europe and Africa -- вище об'єднання видів Збройних сил США, у складі Міністерства оборони США, створене в листопаді 2020 році шляхом консолідації армій AFRICOM та EUCOM.

##### Організаційно-штатна структура USEUCOM
- Європейська армія (USAREUR)
  - V-й корпус (Гайдельберг, Німеччина) (активований 12 червня 2013)
    - 2-й кавалерійський полк
    - 12-та бригада армійської авіації
    - 170-та піхотна бригада (активована 9 жовтня 2012)
    - 172-га піхотна бригада (активована 31 травня 2013)
    - 173-тя повітряно-десантна бригадна бойова група
    - 357-ма бригада ППО

  - 21-ше командування підтримки
    - 16-та бригада підтримки
    - 18-та інженерна бригада
    - 18-та бригада військової поліції
    - 405-та бригада польової підтримки

  - 5-те командування зв'язку
    - 2-га бригада зв'язку
    - 7-ма бригада зв'язку

  - Об'єднаний багатонаціональний командний тренувальний центр (Графенвер)
  - 66-та бригада військової розвідки
  - 202-га група військової поліції
  - Європейське регіональне медичне командування
  - Об'єднана оперативна група «Схід», Румунія
  - Багатонаціональна оперативна група «Схід», Кемп-Бондстіл (Косово)

#### Північне Командування Збройних сил США

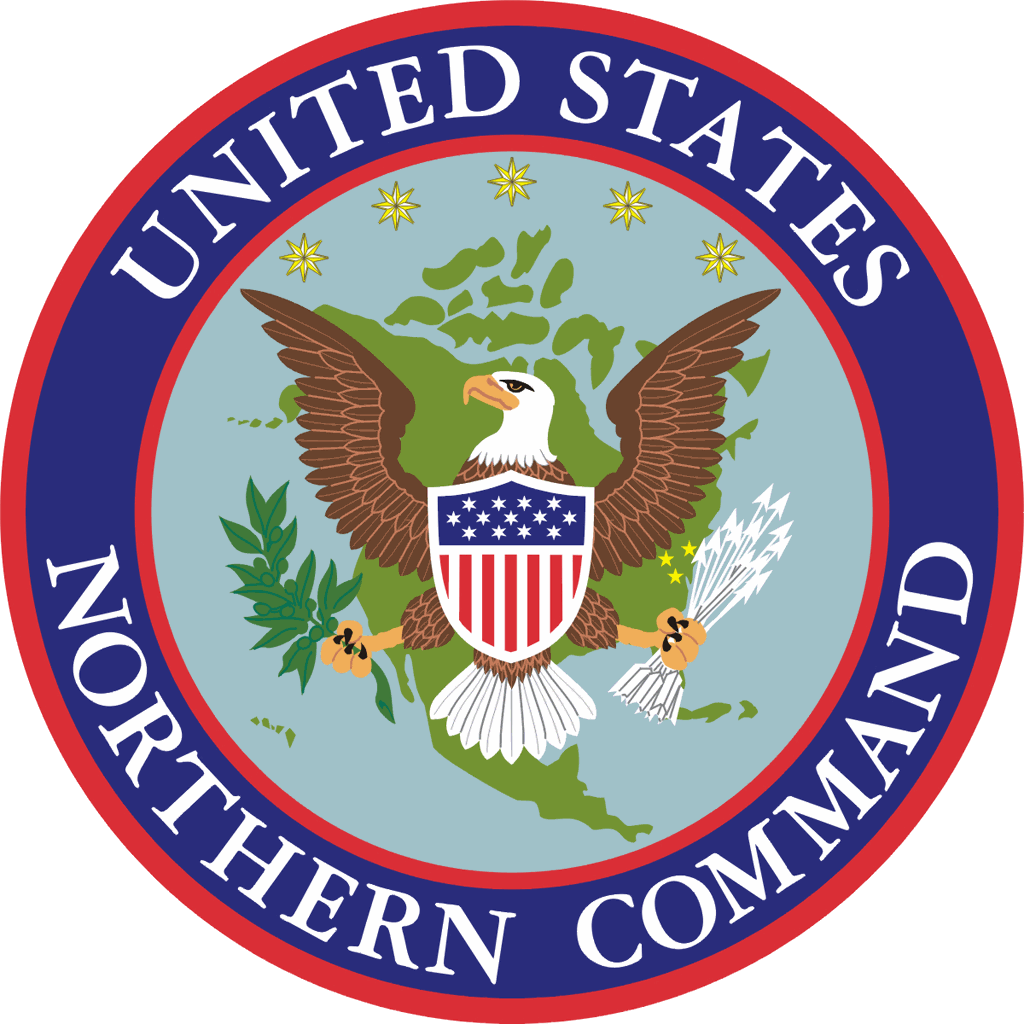
Емблема Північного Командування Збройних сил США

- Командувач USNORTHCOM: генерал Теренс О'Шогнессі, ПС

##### Організаційно-штатна структура USNORTHCOM
- Північне Командування Збройних сил США (USNORTHCOM) (Петерсон, Колорадо-Спрінгз)
  - Командування повітряно-космічної оборони Північної Америки (NORAD) (Петерсон)
    - Шаєннський гірський оперативний центр (Петерсон)
    - 1-ша повітряна армія / Континентальні штати (CONUS) (Тиндалл, Флорида)
      - Східний сектор ППО (Гріффісс, Нью-Йорк)
        - 104-те винищувальне крило (MA ANG) (F-15C, C-26B) (Вестфілд-Барнс, Массачусетс)
        - 125-те винищувальне крило (FL ANG) (F-15A/B, C-26B) (Джексонвілл, Флорида)
          - 1-й авіазагін (FL ANG) (F-15A/B) (Гомстед, Флорида)

        - 158-ме винищувальне крило (VT ANG) (F-16C/D, C-26B) (Берлінгтон, Вермонт)
        - 1-й авіазагін, 119-го крила (ND ANG) (F-16A/B) (Ленглі, Вірджинія)

      - Західний сектор ППО (WA ANG) (Макхорд-Філд, Вашингтон)
        - 142-ге винищувальне крило (OR ANG) (F-15A/B, C-26B) (Портленд, Орегон)
        - 119-те крило (ND ANG) (MQ-1B Predator, C-21A) (Фарго, Північна Дакота)
        - 144-те винищувальне крило (CA ANG) (F-16C/D, C-26B) (Фресно, Каліфорнія)
          - 1-й авіазагін (CA ANG) (F-16C/D) (Марч, Каліфорнія)

        - 148-ме винищувальне крило (MN ANG) (F-16A/B, C-26B) (Дулут, Міннесота)

    - 11-та повітряна армія / Аляскинський регіон NORAD (Елмендорф, Аляска))
      - 611-й аерокосмічний оперативний центр (Елмендорф, Аляска)
      - 176-та ескадрилья повітряного контролю / Аляскинський сектор ППО (AK ANG) (Елмендорф, Аляска)

    -  1-ша авіаційна дивізія/Канадський регіон NORAD (Вінніпег, Манітоба))
    - Північна армія (США) / Командування сил армії США (FORSCOM) (Форт Сем Х'юстон, Техас)
    - Об'єднаний штаб столичного регіону (JFHQ-NCR) (Форт Леслі Макнейр, Військовий округ армії США «Вашингтон»)
      - 1-й та 4-й батальйони 3-го піхотного полку (Форт Майер, Вірджинія)
      - Військовий округ армії США «Вашингтон» (MDW) (Форт Леслі Макнейр, Колумбія)
      - 11-те крило / Військовий округ Повітряних сил США «Вашингтон» (Анакостія-Боллінг, Колумбія)
      - Військовий округ ВМС США «Вашингтон» (NDW) (Вашингтон Нейві Ярд, округ Колумбія)
      - Регіональне Командування корпусу морської піхоти «Столиця» (MCNCRC) (Куантіко, Вірджинія)

    - Об'єднана оперативна група «Аляска» (Елмендорф, Аляска)
    - Об'єднана оперативна група «Північ»

#### Тихоокеанське Командування Збройних сил США

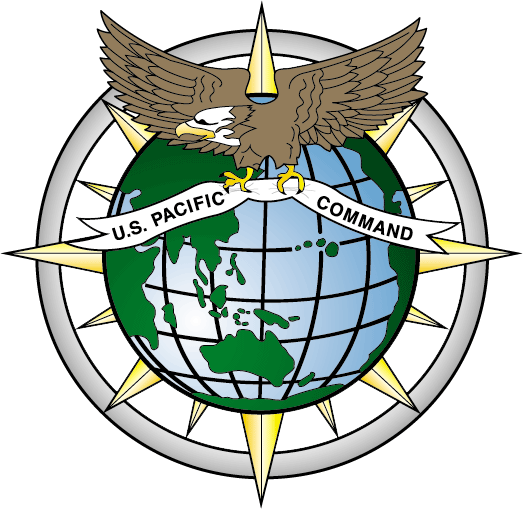
Емблема Тихоокеанського Командування Збройних сил США

- Командувач USPACOM: адмірал Філіп Девідсон, ВМС

##### Організаційно-штатна структура USPACOM

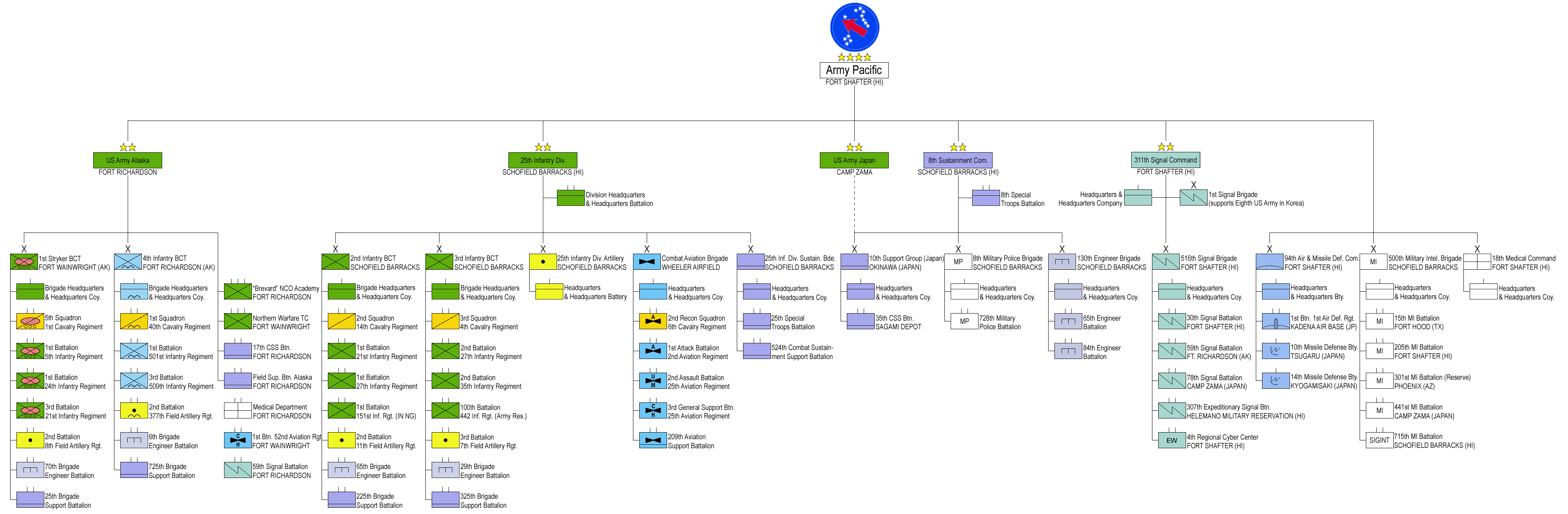
Схема організації Тихоокеанської армії

- Тихоокеанське Командування Збройних сил США
  - Тихоокеанська армія США
    - Армія США «Японія»
      - 9-те командування підтримки
        - 10-та група підтримки
        - 17-та територіальна група підтримки
        - 300-та територіальна група підтримки

    - Армія США «Аляска»
      - 1-ша бригадна бойова група 25-ї піхотної дивізії
      - 4-та бригадна бойова група (аеромобільна) 25-ї піхотної дивізії
      - 2-га інженерна бригада
      - 16-та бригада армійської авіації

    - Армія США «Гаваї»
    - 25-та піхотна дивізія
    - 196-та піхотна бригада
    - 516-та бригада зв'язку

  - Тихоокеанський флот США
    - 3-й флот
      - Оперативна бойова група CTF-30
      - Група бойової підтримки CTF-31
      - Група патрулювання та розвідки CTF-32
      - Група логістики CTF-33
      - Група підводних сил CTF-34
      - Група надводних сил CTF-35
      - Група морського десанту CTF-36
      - Амфібійна група CTF-37
      - Авіаносна ударна група CTF-38

    - 7-й флот
      - Оперативна бойова група CTF-70
      - Група бойової підтримки CTF-71
      - Група патрулювання та розвідки CTF-72
      - Група логістики CTF-73
      - Група підводних сил CTF-74
      - Група надводних сил CTF-75
      - Амфібійна група CTF-76
      - Авіаносна ударна група CTF-77
      - Група морського десанту CTF-79

    - Надводні сили Тихоокеанського флоту США
      - 1-ша ескадра есмінців
      - 7-ма ескадра есмінців
      - 15-та ескадра есмінців
      - 21-ша ескадра есмінців
      - 23-тя ескадра есмінців
      - 28-ма ескадра есмінців
      - 1-ша ударна авіаносна група (USS «Карл Вінсон»)
      - 3-тя ударна авіаносна група (USS «Джон К. Стенніс»)
      - 5-та ударна авіаносна група (USS «Джордж Вашингтон»)
      - 15-та ударна авіаносна група (USS «Рональд Рейган»)
      - 1-ша крейсерська група
      - 3-тя крейсерська група
      - 5-та крейсерська група
      - Група надводних сил PACNORWEST (Північний Захід Тихого океану)
      - Група надводних сил MIDPAC (Центр Тихого океану)
      - Група логістики WESTPAC (Захід Тихого океану)
      - 1-ша амфібійна група (USS «Ессекс»)
      - 3-тя експедиційна ударна група
      - 1-ша мінно-тральна група

    - Підводні сили Тихоокеанського флоту США
      - 1-ша ескадра підводних човнів (7 ПЧ, флагман USS «Кі-Вест»)
      - 7-ма ескадра підводних човнів (9 ПЧ, флагман USS «Луїсвілл»)
      - 9-та ескадра підводних човнів

    - ПС флоту Тихоокеанського флоту США
      - Повітряний флот Західного Тихого океану
      - авіаційні крила раннього попередження
        - VAW-112
        - VAW-113
        - VAW-115
        - VAW-116
        - VAW-117
        - VRC-30

    - Південно-західний військово-морський регіон
    - Північно-західний військово-морський регіон
    - Гавайський військово-морський регіон
    - Тихоокеанська військово-морська зона
    - ВМС США на Марианських островах

  - Сили морської піхоти США на Тихому океані
  - ПС США на Тихому океані
  - Збройні сили США в Японії
  - Збройні сили США в Кореї
  - Командування США «Аляска»
    - Армія США «Аляска»
    - 11-та повітряна армія
    - ВМС США «Аляска»

  - Командування ССО США «Тихий океан»
  - Азійсько-Тихоокеанський центр проблем безпеки
  - Центр підтримки інформаційних систем
  - Тихоокеанський автоматизований серверний центр в Японії
  - Центр контролю крилатих ракет
  - Спеціальний комунікаційний центр розвідки
  - Об'єднаний розвідувальний центр на Тихому океані
  - Об'єднаний розвідувальний навчальний центр на Тихому океані
  - Об'єднана міжвидова оперативна група «Захід»
  - Об'єднана оперативна група контролю

#### Південне Командування Збройних сил США

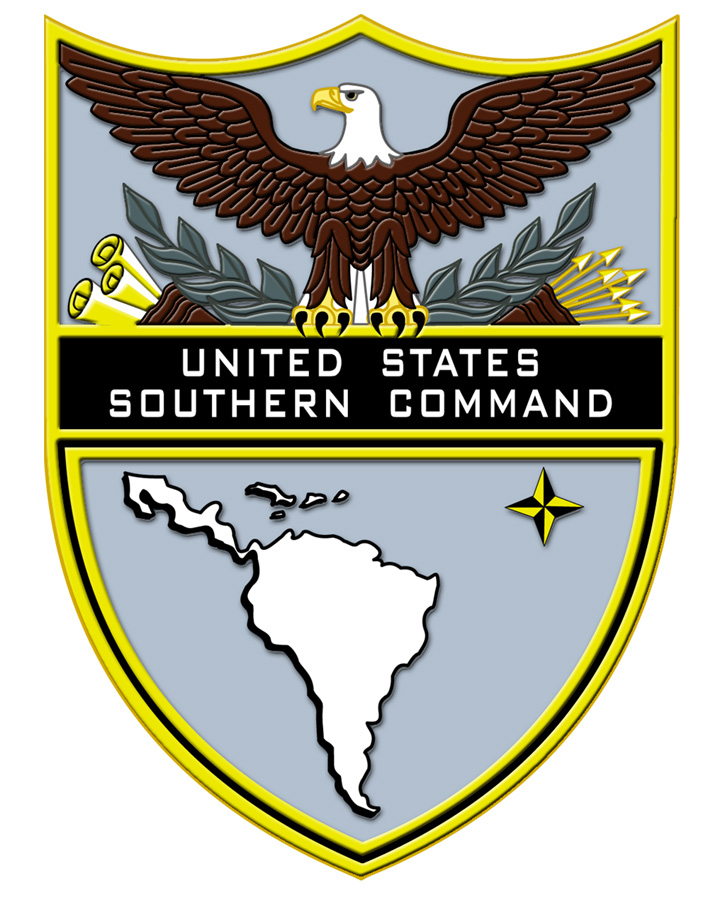
Емблема Південного Командування Збройних сил США

- Командувач USSOUTHCOM: адмірал Крейг Фаллер, ВМС

##### Організаційно-штатна структура USSOUTHCOM
- Південне Командування Збройних сил США
  - Південна армія США (Форт Сем Х'юстон, Техас)
    - 1-й батальйон, 228-го авіаційного полку (Сото Кано, Гондурас)
    - 56-й батальйон зв'язку (Форт Сем Х'юстон, Техас)

  - Південне Командування ВМС США (Мейпорт, Флорида)
    - 2-га група надводних сил
    - 6-та ескадра есмінців
    - 14-та ескадра есмінців

  - 2-й експедиційний корпус морської піхоти/ Південне угруповання морської піхоти США (Кемп-Леджейн, Північна Кароліна)
    - 2-га дивізія морської піхоти
    - 2-га логістична група морської піхоти
    - 2-ге авіаційне крило морської піхоти
    - 2-га бригада морської піхоти
    - 4-та бригада морської піхоти
    - 22-й експедиційний полк морської піхоти
    - 24-й експедиційний полк морської піхоти
    - 26-й експедиційний полк морської піхоти
    - Оперативна група наземної підтримки морської піхоти

  - 12-та повітряна армія/ Південне Командування ПС США (Девіс-Монтен, Аризона)
    - 7-ме бомбардувальне крило
    - 28-ме бомбардувальне крило
    - 49-те винищувальне крило
    - 355-те крило (США)
    - 366-те крило (США)
    - 388-ме винищувальне крило
    - 1-ша авіаційна група підтримки операцій
    - 3-тя авіаційна група управління
    - 612-та повітряна оперативна група
    - 82-га ескадрилья «Ред Хорс»

  - Командування ССО США «Південь»
  - Центр розвідувального спостереження операцій «Південь»
  - Міжвидова об'єднана оперативна група «Схід» (Кі-Вест, Флорида)
  - Міжвидова об'єднана оперативна група «Захід»
  - Об'єднана оперативна група «Гуантанамо» (Гуантанамо, Куба)
  - Об'єднана оперативна група «Браво» (Сото Кано, Гондурас)
    - 612-та ескадрилья базування

###### Командування сил армії США (FORSCOM) (Форт Брегг,Північна Кароліна)
- I корпус

Емблема Командування сил армії США

  - 2-га бригадна бойова група 2-ї піхотної дивізії (Бригада «Страйкер»), Форт Льюїс
  - 3-тя бригадна бойова група 2-ї піхотної дивізії (Бригада «Страйкер»), Форт Льюїс
  - 4-та бригадна бойова група 2-ї піхотної дивізії (Бригада «Страйкер»), Форт Льюїс
  - 17-та артилерійська бригада, Форт Льюїс
  - 42-га бригада військової поліції, Форт Льюїс
  - 62-га медична бригада, Форт Льюїс
  - 201-ша бригада бойового спостереження, Форт Льюїс
  - 555-та інженерна бригада, Форт Льюїс
  - 10-те командування підтримки, Форт Льюїс
    - 593-тя бригада підтримки, Форт Льюїс
- III корпус, Форт Худ, Техас
  - 1-ша бронетанкова дивізія, Форт Блісс
  - 1-ша кавалерійська дивізія, Форт Худ
  - 1-ша піхотна дивізія, Форт Райлі
  - 4-та піхотна дивізія, Форт Карсон
  - 3-й кавалерійський полк, Форт Худ
  - Артилерія III-го корпусу, Форт Сілл
    - 17-та артилерійська бригада, Форт Худ
    - 75-та артилерійська бригада, Форт Сілл
    - 212-та артилерійська бригада, Форт Блісс
    - 214-та артилерійська бригада, Форт Сілл

  - 36-та інженерна бригада, Форт Худ
  - 504-та бригада бойового спостереження, Форт Худ
  - 89-та бригада військової поліції, Форт Худ
  - 13-те Експедиційне командування підтримки, Форт Худ
- XVIII повітряно-десантний корпус, Форт Брегг, Північна Кароліна
  - 3-тя піхотна дивізія, Форт Стюарт
  - 10-та гірсько-піхотна дивізія, Форт Драм
  - 101-ша повітрянодесантна дивізія, Форт Брегг
  - 82-га повітрянодесантна дивізія, Форт Кемпбелл
  - 18-та артилерійська бригада, Форт Брегг
  - 20-та інженерна бригада, Форт Брегг
  - 525-та бригада бойового спостереження, Форт Брегг
  - 16-та бригада військової поліції, Форт Брегг
  - 44-та медична бригада, Форт Брегг
- 32-ге командування ППО та ПРО армії (Форт Блісс, Техас)
  - 11-та бригада ППО, Форт Блісс
  - 31-ша бригада ППО, Форт Сілл
  - 35-та бригада ППО, Осан, Південна Корея
  - 69-та бригада ППО, Форт Худ
  - 108-ма бригада ППО, Форт Брегг
  - 1-й загін (FL ARNG) (Орландо)
- Командування мережевих технологій армії США (Форт Гуакуча, Аризона)
  - 11-та бригада зв'язку, Форт Гуакуча
  - 22-га бригада зв'язку, Форт Детрік
  - 5-те командування зв'язку, (Мангайм, Німеччина)
  - 311-те командування зв'язку, Форт Шафтер
    - 1-ша бригада зв'язку (Сеул, Південна Корея)

  - 335-те командування управління та зв'язку (USAR) (Іст-Пойнт, Джорджія)
    - 160-та бригада зв'язку, (Кемп Аріф'ян, Кувейт)

  - 93-тя бригада зв'язку, Форт Гордон
  - 516-та бригада зв'язку, Форт Шафтер
- 52-га група розмінувань Форт Кемпбелл
- 111-та група розмінувань (AL ARNG) Форт Гіллем
- Національний тренувальний центр армії США у форті Ірвін (NTC) (Форт Ірвін, Каліфорнія)
  - 11-й бронекавалерійський полк (OPFOR) (Форт Ірвін)
- Об'єднаний навчальний центр бойової підготовки армії США (JRTC) (Форт Полк, Луїзіана)
  - Бригада воїнів (підтримки) (Форт Полк)
- 1-ша армія (Рок-Айлендський арсенал, Іллінойс)
  - Дивізія «Схід» (Форт Джордж Мід, Меріленд)[4]
    - 157-ма піхотна бригада «Спартан» (Форт Джексон, Південна Кароліна)
    - 158-ма піхотна бригада «Воріор» (Кемп Шелбі, Міссісіпі)
    - 174-та піхотна бригада «Патріот» (Форт Драм, Нью-Йорк)
    - 188-ма піхотна бригада «Бетл Реді» (Форт Стюарт, Джорджія)
    - 205-та піхотна бригада «Байонет» (Кемп Аттербері, Індіана)
    - 177-ма танкова бригада «Мадкетс» (Кемп Шелбі, Міссісіпі)
    - 4-та кавалерійська бригада «Сейбр» (Форт Нокс, Кентуккі)
    - 72-га артилерійська бригада «Воріор Ігл» (Форт Джордж Мід, Меріленд)

  - Дивізія «Захід» (Форт Худ, Техас)[5]
    - 120-та піхотна бригада (Форт Худ, Техас)
    - 166-та бригада армійської авіації (Форт Худ, Техас)
    - 181-ша піхотна бригада «Ігл» (Форт Маккой, Вісконсин)
    - 191-ша піхотна бригада (Форт Льюїс, Вашингтон)
    - 402-га артилерійська бригада (Форт Блісс, Техас)
    - 479-та артилерійська бригада (Форт Худ, Техас)
    - 5-та танкова бригада (Форт Блісс, Техас)
    - 189-та піхотна бригада «Байонет» (Форт Худ, Техас)

  - 28-ма піхотна дивізія (механізована) (PA ARNG), (Гаррісберг, Пенсільванія)
  - 29-та піхотна дивізія (VA ARNG), (Форт Белвуар, Вірджинія)
  - 34-та піхотна дивізія (середня) (MN ARNG), (Росмаунт, Міннесота)
  - 35-та піхотна дивізія (механізована) (KS ARNG), (Форт Лівенворт, Канзас)
  - 38-ма піхотна дивізія (механізована) (IN ARNG), (Індіанаполіс, Індіана)
  - 42-га піхотна дивізія (механізована) (NY ARNG), (Трой, Нью-Йорк)
  - 155-та бригадна бойова група підвищеної готовності (MS ARNG) (Тупело, Міссісіпі)
  - 27-ма легка піхотна бригада підвищеної готовності (NY ARNG) (Сірак'юс, Нью-Йорк)
  - 32-га легка піхотна бригада (WI ARNG) (Медісон, Вісконсин)
  - 76-та легка піхотна бригада підвищеної готовності (IN ARNG) (Індіанаполіс, Індіана)
  - 256-та механізована бригада підвищеної готовності (LA ARNG) (Лафайєтт, Луїзіана)
  - 631-ша артилерійська бригада (MS ARNG) (Гренада, Міссісіпі)
  - 168-ма інженерна бригада (MS ARNG) (Віксбург, Міссісіпі)
  - 43-тя бригада військової поліції (MS ARNG) (Ворік, Род-Айленд)
  - 244-та транспортна бригада армійської авіації (Форт Шерідан, Іллінойс)
  - 31-ша хімічна бригада (AL ARNG) (Нортпорт, Алабама)
  - 228-ма бригада зв'язку (SC ARNG) (Спартанбург, Південна Кароліна)
  - 261-ша бригада зв'язку (SC ARNG) (Довер, Делавер)
  - 184-та композитна транспортна група (MS ARNG) (Лаурел, Міссісіпі)
  - 78-ма тренувальна дивізія (Форт Дікс, Нью-Джерсі)
  - 85-та тренувальна дивізія (Арлінгтон-Хайтс, Іллінойс)
  - 87-ма навчальна дивізія (Бірмінгем, Алабама)
  - 36-та механізована дивізія (TX ARNG) (Остін, Техас)
  - 57-ма артилерійська бригада (WI ARNG) (Мілвокі, Вісконсин)
  - 115-та інженерна група конструкцій (UT ARNG) (Дрепер, Юта)
  - 300-та бригада військової розвідки (UT ARNG) (Дрепер, Юта)
  - 75-та тренувальна дивізія (Форт Х'юстон, Техас)
  - 91-ша тренувальна дивізія (Форт Бейкер, Каліфорнія)
  - 67-ма група підтримки (NE ARNG) (Лінкольн, Небраска)
  - Командування резерву армії США (USARC) (Форт Брегг, Північна Кароліна)
  - 63-тє регіональне командування готовності (Лос-Аламітос, Каліфорнія)
    - 104-та дивізійна школа тренувань (USAR) (Форт Ванкувер, Вашингтон)
    - 653-тя група підтримки (Морено Валлей, Каліфорнія)
    - 2-га медична бригада (Сан-Пабло, Каліфорнія)

  - 70-те регіональне командування готовності (Форт Лотон, Вашингтон)
    - 654-та група підтримки (Тумвотер, Вашингтон)

  - 77-ме регіональне командування готовності (Форт Тоттен)
    - 800-та бригада військової поліції, Юніондейл, Нью-Йорк
    - 455-та хімічна бригада (Форт Дікс, Нью-Джерсі)
    - 98-ма тренувальна дивізія (Рочестер, Нью-Йорк)
    - 301-ша група підтримки (Флашинг, Нью-Йорк)
    - 8-ма медична бригада (Форт Ведсворт, Нью-Йорк)

  - 77-ма тренувальна дивізія (Форт Тоттен, Нью-Йорк)
  - 81-ше регіональне командування готовності (Форт Джексон, Південна Кароліна)
    - 100-та тренувальна дивізія (Луїсвілл, Кентуккі)
    - 108-ма тренувальна дивізія (Шарлотт, Північна Кароліна)
    - 926-та інженерна група (Монтгомері, Алабама)
    - 415-та хімічна бригада (Грінвілл, Південна Кароліна)
    - 81-ша регіональна група підтримки (Форт Джексон, Південна Кароліна)
    - 171-ша група підтримки (Гарнер, Північна Кароліна)
    - 640-ва група підтримки (Нашвілл, Теннессі)
    - 641-ша група підтримки (Сейнт-Пітерсберґ, Флорида)
    - 642-га група підтримки (Форт Гордон, Джорджія)
    - 1-ша штабна бригада (Нашвілл, Теннессі)
    - 332-га медична бригада (Нашвілл, Теннессі)
    - 5-та медична група (Бірмінгем, Алабама)

  - 88-ме регіональне командування готовності (Форт Маккой, Вісконсин)
    - 84-та тренувальна дивізія (Мілвокі, Вісконсин)
    - 300-те командування військової поліції (Інкстер, Мічиган)
    - 303-тя група резерву артилерії (Спрингфілд, Іллінойс)
    - 88-ма регіональна група готовності (Індіанаполіс, Індіана)
    - 643-тя група підтримки (Уайтхолл, Огайо)
    - 645-та група підтримки (Саутфілд, Мічиган)
    - 646-та група підтримки (Медісон, Вісконсин)
    - 330-та медична бригада (Форт Шерідан, Іллінойс)

  - 89-те регіональне командування готовності (Вічита, Канзас)
    - 95-та тренувальна дивізія (Оклахома-Сіті, Оклахома)
    - 166-та бригада армійської авіації (Форт Райлі, Канзас)
    - 561-ша група підтримки (Омаха, Небраска)
    - 917-та група підтримки (Белтон, Міссурі)
    - 326-та група підтримки (Канзас-Сіті, Канзас)
    - 648-ма група підтримки (Сент-Луїс, Міссурі)
    - 331-ша медична група (Вічита, Канзас)

  - 90-те регіональне командування готовності Літл-Рок, Арканзас)
    - 647-ма група підтримки (Ель-Пасо, Техас)
    - 90-та регіональна група підтримки (Сан-Антоніо, Техас)

  - 94-те регіональне командування готовності (Форт Девенс, Массачусетс)
    - 167-ма група підтримки (Манчестер, Нью-Гемпшир)
    - 804-та медична бригада (Форт Девенс, Массачусетс)

  - 96-те регіональне командування готовності (Форт Дуглас, Юта)
  - 99-те регіональне командування готовності (Мун Тауншір, Пенсільванія)
    - 220-та бригада військової поліції (Гейтерсберг, Меріленд)
    - 367-ма група військової поліції (Ешлі, Пенсільванія)
    - 80-та тренувальна дивізія (Ричмонд, Вірджинія)
    - 38-ма група резерву артилерії (Чарлстон, Західна Вірджинія)
    - 464-та хімічна бригада (Джонстаун, Пенсильванія)
    - 475-та квартирмейстерська група (Фарелл, Пенсильванія)
    - 656-та група підтримки (Віллов-Гроув, Пенсильванія)
    - 309-та медична група (Роквілл, Меріленд)
    - 99-та штабна бригада (Віллов-Гроув, Пенсільванія)

Емблема Бойового командування ПС

- Бойове командування Повітряних сил США (ACC) (Ленглі, Вірджинія)
  - 1-ша повітряна армія (Тиндалл, Флорида)
  - 9-та повітряна армія (Шоу, Південна Кароліна)
    - 1-ше винищувальне крило (F-15C/D) (Ленглі, Вірджинія)
    - 33-тє винищувальне крило (F-15C/D) (Еглін, Флорида)
    - 4-те винищувальне крило (F-15E) (Сеймур Джонсон, Північна Кароліна)
    - 20-те винищувальне крило (SEAD) (F-16CJ/DJ) (Шоу, Південна Кароліна)
    - 820-та група сил безпеки (Муді, Джорджія)
    - 5-та група бойового управління ПС (Робінс, Джорджія)

  - 12-та повітряна армія (Девіс-Монтен, Аризона)
    - 7-ме бомбардувальне крило (B-1B) (Дайс, Техас)
    - 28-ме бомбардувальне крило (B-1B) (Еллсворт, Південна Дакота)
    - 366-те винищувально-бомбардувальне крило (B-1B, F-15C/D/E, F-16CJ/DJ, KC-135R) (Маунтін Хом, Айдахо)
    - 388-ме винищувальне крило (F-16CG/DJ) (Гілл, Юта)
    - 27-ме винищувальне крило (F-16CG/DG) (Кеннон, Нью-Мексико)
    - 301-ше винищувальне крило (F-16C/D) (Форт Ворт, Техас)
    - 49-те винищувальне крило (F-117A, AT-38B, T-38A) (Голломан, Нью-Мексико)
    - 355-те крило (винищувачі та літаки РЕБ) (OA/A-10A, EC-130E/H) (Девіс-Монтен, Аризона)
    - 507-ме крило дозаправлення (KC-135R, E-3B/C, TC-18E) (Тінкер, Оклахома)

  - 10-та повітряна армія (Форт Ворт, Техас)
    - 917-те винищувально-бомбардувальне крило (B-52H, OA/A-10A) Барксдейл, Луїзіана
    - 419-те винищувальне крило (F-16C/D) (Гілл, Юта)
    - 482-ге винищувальне крило (F-16C/D) (Хомстед, Флорида)
    - 442-ге винищувальне крило (OA/A-10A) (Вайтмен, Міссурі)
    - 926-те винищувальне крило (OA/A-10A) (Нью-Орлеан, Луїзіана)
    - 920-те рятувальне крило (HC-130P, C-130E, HH-60G) (Патрік, Флорида)

  - Центр ведення бойових дій ПС США (Нелліс, Невада)
    - 53-тє крило тестувань та випробувань (Test and Evaluation) (F-15C/D/E, F-16C/CG/CJ/D/DG/DJ, F-117A, OA/A-10A, E-9A, Boeing 707, QF-4E/G, QRF-4C, HH-60G) (Еглін, Флорида)
    - 57-ме тренувальне крило тестувань та випробувань (F-15C/D/E, F-16C/CG/CJ/D/DG/DJ, OA/A-10A, HH-60G, RQ-1A) (Нелліс, Невада)
    - 505-те крило бойового управління (Гарлбарт Філд, Флорида)
    - 99-те крило (Нелліс, Невада)

  - Повітряні сили Національної гвардії США (ANG)
    - 131-ше бомбардувальне крило (MO ANG) (B-2) (Вайтмен, Міссурі)
    - 159-те винищувальне крило (LA ANG) (F-15A/B, C-130E) (Нью-Орлеан, Луїзіана)
    - 113-те крило (винищувачі та транспортні літаки) (DC ANG) (F-16C/D, C-21A, C-38A) (Ендрюс, Меріленд)
    - 114-те винищувальне крило (SD ANG) (F-16C/D) (Джої Фосс Філд, Су-Фолс, Південна Дакота)
    - 115-те винищувальне крило (WI ANG) (F-16C/D, C-26B) (Труакс Філд, Вісконсин)
    - 122-ге винищувальне крило (IN ANG) (F-16C/D) (Форт Вейн, Індіана)
    - 127-ме крило (винищувачі та транспортні літаки) (MI ANG) (F-16C/D, C-130E, C-26B) (Селфрідж, Мічиган)
    - 132-ге винищувальне крило (IA ANG) (MQ-9 Reaper) (Де-Мойн, Айова)
    - 138-ме винищувальне крило (OK ANG) (F-16CG/DG) (Тулса, Оклахома)
    - 140-ве крило (винищувачі та тренувальні літаки) (CO ANG) (F-16C/D, C-21A, C-26A) (Баклі, Колорадо)
    - 150-те винищувальне крило (NM ANG) (F-16C/CG/D/DG, C-26B) (Кіртленд, Нью-Мексико)
    - 174-те ударне крило (NY ANG) (MQ-9 Reaper) (Генкок Філд, Нью-Йорк)
    - 177-ме винищувальне крило (NJ ANG) (F-16C/D) (Атлантик-Сіті, Нью-Джерсі)
    - 180-те винищувальне крило (OH ANG) (F-16CG/DG) (Толедо, Огайо)
    - 181-ше розвідувальне крило (IN ANG) (MQ-1 Predator, RQ-4 Global Hawk) (Терре-Хот, Індіана)
    - 183-тє винищувальне крило (IL ANG) (F-16C/D) (Столичний аеропорт Авраама Лінкольна, Спрингфілд, Іллінойс)
    - 187-ме винищувальне крило (AL ANG) (F-16C/D, C-26B) (Монтгомері, Алабама)
    - 188-ме крило) (AR ANG) (A-10 Thunderbolt II) (Форт Сміт, Арканзас)
    - 192-ге винищувальне крило (VA ANG) (F-22) (Ленглі, Вірджинія)
    - 169-те винищувальне крило (SC ANG) (F-16C/D) (Макентайр, Південна Кароліна)
    - 103-тє транспортне крило (CT ANG) (C-130H, C-27J, C-21A) (Бредлі, Коннектикут)
    - 104-те винищувальне крило (MA ANG) (F-15C) (Барнес, Массачусетс)
    - 110-те ударне крило (MI ANG) (MQ-9 Reaper, MQ-1 Predator) (Бетл Крік, Мічиган)
    - 111-те ударне крило (PA ANG) (MQ-9 Reaper, MQ-1 Predator) (Віллов-Гроу, Пенсільванія)
    - 124-те винищувальне крило (ID ANG) (OA/A-10A) (Говен-Філд, Айдахо)
    - 175-те крило (винищувачі та транспортні літаки) (MD ANG) (OA/A-10A, C-27J) (Вофілд, Меріленд)
    - 106-те рятувальне крило (NY ANG) (HC-130N/P, HH-60G) (Франціса Габрескі, Нью-Йорк)
    - 129-те рятувальне крило (CA ANG) (HC-130P, HH-60G) (Моффетт, Каліфорнія)
    - 147-ме розвідувальне крило (TX ANG) (MQ-1 Predator) (Еллінгтон-Філд, Х'юстон, Техас)
    - 163-тє розвідувальне крило (CA ANG) (MQ-1 Predator) (Марч, Техас)
    - 102-ге розвідувальне крило (MA ANG) (Отіс, Массачусетс)
    - 184-те розвідувальне крило (KS ANG) (Макконнелл, Канзас)

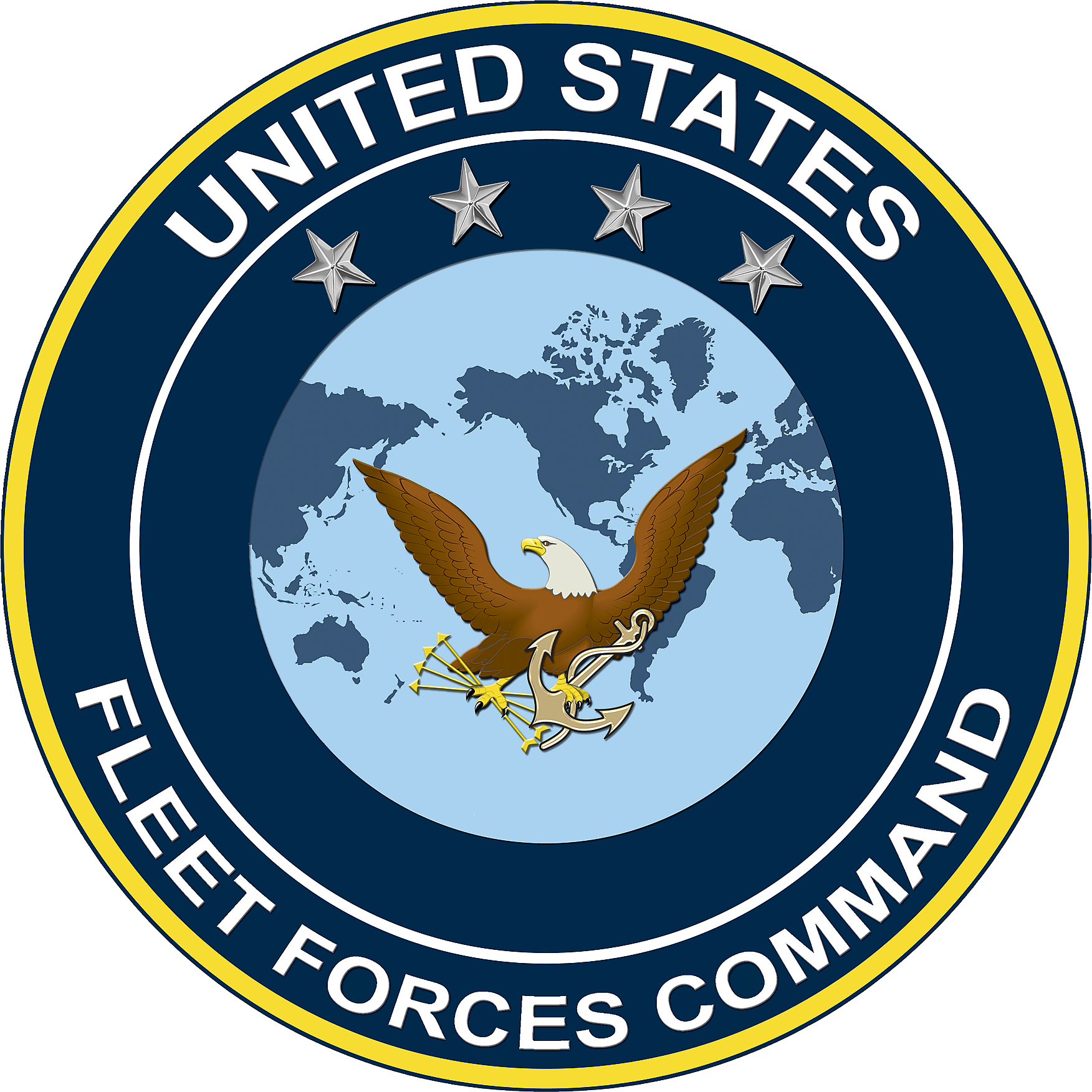
Емблема Командування сил флоту США

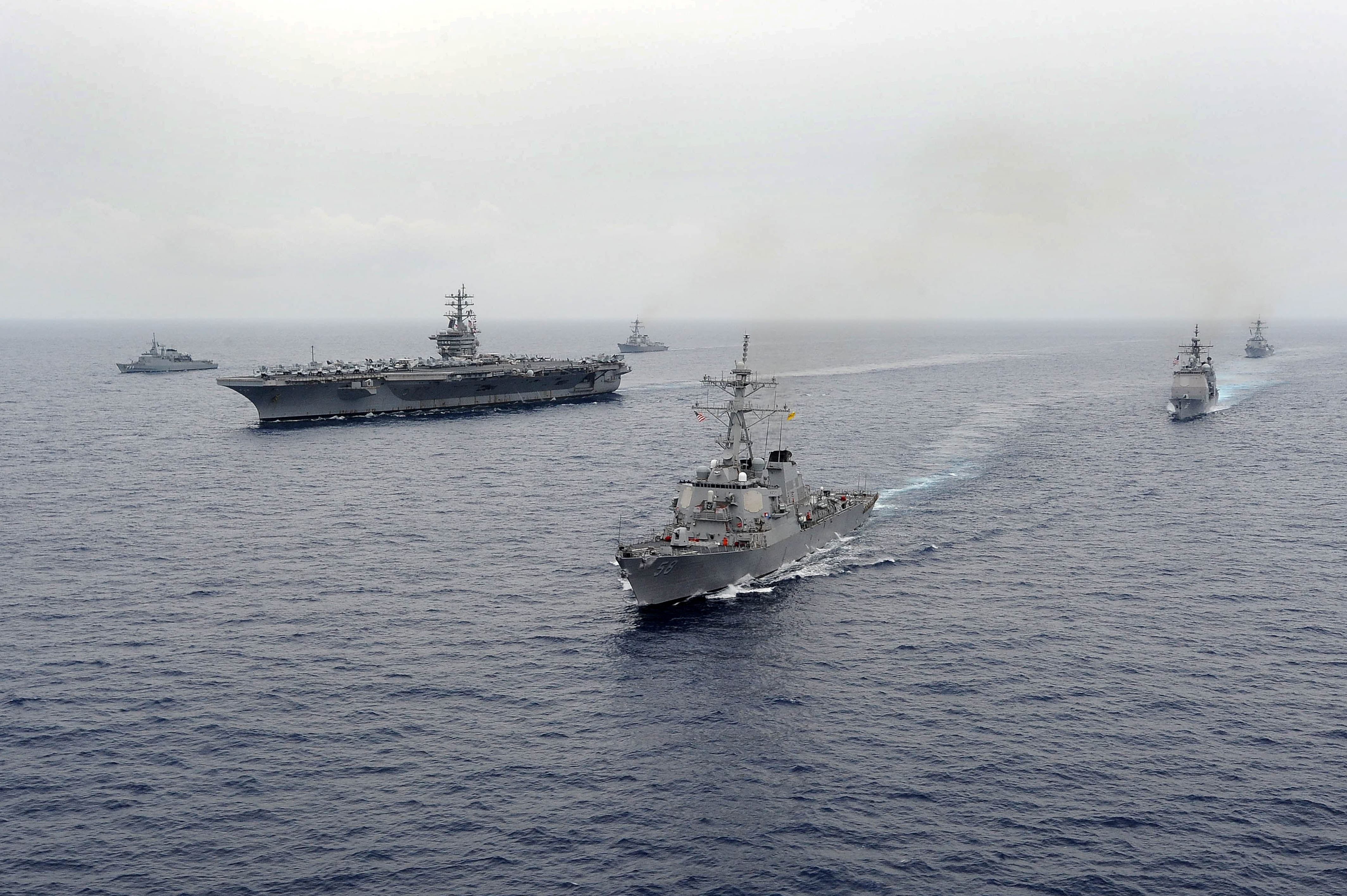
Бойові кораблі 8-ї авіаносної ударної групи на поході в Атлантичному океані. 16 травня 2012

- Командування сил флоту США (USFLTFORCOM) (Норфолк, Вірджинія)
  - 2-й флот (Норфолк, Вірджинія)
    - 80-та оперативна група ВМС США (TF-80)
      - Оперативна група 80.1 — Авіаносна навчальна ударна група «Атлантика»
      - Оперативна група 80.2 — 2-га авіаносна ударна група (USS «Джордж Буш»)
      - Оперативна група 80.3 — 8-ма авіаносна ударна група (USS «Гаррі Трумен»)
      - Оперативна група 80.4 — 10-та авіаносна ударна група (USS «Дуайт Ейзенхауер»)
      - Оперативна група 80.5 — 12-та авіаносна ударна група (USS «Теодор Рузвельт»)
      - Оперативна група 80.6 — Експедиційне Командування сил ВМС США
      - Оперативна група 80.7 — 1-ша патрульна ескадра
      - Оперативна група 80.8 — 14-та ескадра есмінців
      - Оперативна група 80.9 — 2-га ударна експедиційна група
      - Оперативна група 80.11 — Командування ПС морських сил в Атлантиці
      - Оперативна група 80.12 — розвідувальна
      - Оперативна група 80.14 — 2-га протимінна група ВМС
      - Оперативна група 80.15 — 2-га група берегових та річкових сил

    - 21-ша оперативна група ВМС США (TF-21) (Сили розвідки та патрулювання)
    - 22-га оперативна група ВМС США (TF-22) (Амфібійні сили)
      - Експедиційна ударна група «Восп» (USS «Восп»)
      - Експедиційна ударна група «Кірсардж» (USS «Кірсардж»)
      - Експедиційна ударна група «Батаан» (USS «Батаан»)
      - Експедиційна ударна група «Іводзіма» (USS «Іводзіма»)

    - 23-тя оперативна група ВМС США (TF-23) (Сили висадки)
    - 24-та оперативна група ВМС США (TF-24) (Протичовнові сили)
    - 25-та оперативна група ВМС США (TF-25) (Сили логістики та забезпечення)

  - 40-ва оперативна група ВМС США (TF-40) (Надводні сили флоту) (Норфолк, Вірджинія)
  - 41-ша оперативна група ВМС США (TF-41) (ПС Атлантичного флоту)
  - 42-га оперативна група ВМС США (TF-42) (Підводні сили Атлантичного флоту)
  - 43-тя оперативна група ВМС США (TF-43) (Тренувальне командування флоту)
  - 44-та оперативна група ВМС США (TF-44) (Сили берегової охорони флоту)
  - 45-та оперативна група ВМС США (TF-45) (Сили морської піхоти флоту)
  - 46-та оперативна група ВМС США (TF-46) (Протимінні сили флоту) (USS «Інчхон»)
  - 48-ма оперативна група ВМС США (TF-48) (Батальйони морських конструкторів)
  - 80-та оперативна група ВМС США (TF-80) (Сили морського патрулювання та охорони водних районів)
  - 81-ша оперативна група ВМС США (TF-81) (Розвідувальні та патрульні сили флоту)
  - 82-га оперативна група ВМС США (TF-82) (Амфібійні сили флоту)
  - 83-тя оперативна група ВМС США (TF-83) (Сили висадки (2-й корпус морської піхоти)
  - 84-та оперативна група ВМС США (TF-84) (Протичовнові сили Атлантичного флоту)
  - 85-та оперативна група ВМС США (TF-85) (Сили логістики та забезпечення Атлантичного флоту)
  - 86-та оперативна група ВМС США (TF-86) (Повітряні сили патрулювання Атлантичного флоту)
  - 87-ма оперативна група ВМС США (TF-87) (Тактичних інновацій, розвитку та оцінки сил Атлантичного флоту)
  - 88-ма оперативна група ВМС США (TF-88) (Тренувальні сили Атлантичного флоту)
  - 89-та оперативна група ВМС США (TF-89) (Сили охорони прибережної зони Атлантичного флоту)
  - 125-та оперативна група ВМС США (TF-125) (2-га група надводних сил флоту)
  - 137-ма оперативна група ВМС США (TF-137) (Надводні сили у Східній Атлантиці), (Неаполь, Італія)
  - 138-ма оперативна група ВМС США (TF-138) (Надводні сили в Південній Атлантиці)
  - 139-та оперативна група ВМС США (TF-139) (Багатоцільові сили спеціальних операцій флоту)
  - 142-га оперативна група ВМС США (TF-142) (Управління оперативного тестування та оцінки сил флоту США)

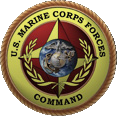
Емблема Командування сил Корпусу морської піхоти США

- Командування сил Корпусу морської піхоти США (COMMARFORCOM) (Норфолк, Вірджинія)
  - 2-й експедиційний корпус морської піхоти (Кемп-Леджейн, Північна Кароліна)
    - 2-га дивізія морської піхоти
    - 2-га експедиційна бригада морської піхоти
    - 2-ге авіаційне крило морської піхоти
    - 2-га група логістики морської піхоти

  - Командування резерву Корпусу морської піхоти США (MARFORRES) (Новий Орлеан, Луїзіана)
    - 4-та дивізія морської піхоти
    - 4-те авіаційне крило морської піхоти
    - 4-та група логістики морської піхоти

##### Командування американських військ на Азорських островах(USAFORAZ) (АБ Лажеш,Азорські острови)
- -     - 65-те крило

#### Командування спеціальних операцій США

Емблема Командування спеціальних операцій США

- Командувач USSOCOM: генерал Джозеф Вотель III, армія

##### Склад
- Командування спеціальних операцій США (База ПС Мак-Ділл, Флорида)
  - Командування спеціальних операцій армії США (Форт Брегг, Північна Кароліна)
    - 75-й полк рейнджерів (Форт Беннінг, Джорджія)
    - 160-й авіаційний полк підтримки ССО армії (Форт Кемпбелл, Кентуккі)
    - Командування повітряно-десантних ССО армії з Центром підготовки та школою ССО армії США імені Джона Кеннеді (Форт Брегг)
    - 528-ма бригада підтримки (Форт Брегг)
    - 4-та група психологічних операцій (Форт Брегг)
    - 95-та бригада військово-цивільного адміністрування (Форт Брегг)

  - Командування військово-морських спеціальних операцій (Коронадо, Каліфорнія)
    - 1-ша група ССО ВМС США (Коронадо)
    - 2-га група ССО ВМС США (Літтл-Крік, Вірджинія)
    - 1-ша група операторів бойових катерів ССО (Коронадо)
    - 2-га група операторів бойових катерів ССО (Літтл-Крік)
    - Центр підготовки сил спеціальних операцій ВМС США (Коронадо)

  - Командування спеціальних операцій Повітряних сил (Гарлбарт Філд, Флорида)
    - 919-те крило спеціальних операцій (Еглін додаткове поле #3 / Дюк-Філд, Флорида)
    - 18-та навчально-випробувальна ескадрилья (Гарлбарт Філд)
    - Центр підготовки спеціальних операцій Повітряних сил, Гарлбарт Філд, Флорида
    - 720-та група спеціальної тактики (Гарлбарт Філд)
    - 1-ше крило спеціальних операцій (Гарлбарт Філд)
    - 193-тє крило спеціальних операцій, аеропорт Гаррісбург / Гаррісбург, Пенсільванія
    - 352-га група спеціальних операцій, Мілденхолл, Велика Британія
    - 353-тя група спеціальних операцій, Кадена, Окінава, Японія

  - Командування сил спеціальних операцій КМП
    - Полк спецоперацій (Кемп-Леджейн, Північна Кароліна)
    - Школа підготовки ССО Корпусу морської піхоти США

  - Об'єднане Командування спеціальних операцій США (Форт Брегг (Поуп Філд), Північна Кароліна)
    -       - Оперативна група 6-26 (Баграм, Афганістан)
      - Оперативна група 145 (Баграм, Афганістан)

    - Дельта (Форт Брегг)
    - DEVGRU (Dam Neck, VA)
    - 24-та ескадрилья спеціальної тактики (Поуп Філд)

  - Центр логістики та закупівель

#### Стратегічне командування США

Емблема USSTRATCOM

- Командувач USSTRATCOM: генерал Джон Гітен, ПС

##### Склад USSTRATCOM
- Стратегічне командування США (USSTRATCOM) (Оффут, Небраска)
  - Об'єднаний інформаційно-оперативний центр командування (Оффут, Небраска)
  - 1-ше стратегічне крило зв'язку (SCW 1) (TACAMO) (E-6B) (Тінкер, Оклахома)
  - 20-та повітряна армія (Франціса Воррена, Вайомінг)
    - 90-те космічне крило (LGM-118A, LGM-30G, UH-1N) (авіабаза Франціса Воррена, Вайомінг)
    - 91-ше космічне крило (LGM-30G, UH-1N) (Майнот, Північна Дакота)
    - 341-ше космічне крило (LGM-30G, UH-1N) (Мальмстрем, Монтана)

  - 8-ма повітряна армія (Барксдейл, Луїзіана)
    - 2-ге бомбардувальне крило (Барксдейл, Луїзіана)

  - 14-та повітряна армія /Космічне командування Повітряних сил США (USSPACEAF) (Ванденберг, Каліфорнія)
    - 21-ше авіакосмічне крило (Попередження про ракетний удар) (Петерсон, Колорадо-Спрінгз)
    - 30-те авіакосмічне крило (Тестування та запуску ракет) (LGM-30G, LGM-118A, UH-1N) (Ванденберг AFB, Каліфорнія)
    - 45-те авіакосмічне крило (Запуску ракет та підтримки НАСА) (Патрік, Флорида)
    - 50-те авіакосмічне крило (Супутникових операцій) (Шрівер, Колорадо)
    - 614-та авіагрупа космічних операцій (Ванденберг, Каліфорнія)
    - 460-те крило авіабаз (Баклі, Колорадо)

  - Командування підводних сил (NAVSUBFOR) (Норфолк, Вірджинія)
    - Командування підводних сил Атлантичного флоту (SUBLANT) (Норфолк, Вірджинія)
      - 10-та група підводних човнів (SUBGRU 10) (Кінгз-Бей, Кемден (округ, Джорджія))

    - Командування підводних сил Тихоокеанського флоту (SUBPAC) (Перл-Гарбор, Гаваї)
      - 9-та група підводних човнів (SUBGRU 9) (Кітсап, Вашингтон)

  - Космічне командування Повітряних сил США (AFSPC) (Петерсон, Колорадо-Спрінгз)
    - (20-та повітряна армія (Франціса Воррена, Вайомінг)
    - (14-та повітряна армія / Космічне командування Повітряних сил США (USSPACEAF) (Ванденберг AFB, Каліфорнія)

  - Командування сил флоту США (FFC) (Норфолк, Вірджинія)
    - (Командування підводними силами (NAVSUBFOR) (Норфолк, Вірджинія)

  - Командування ракетно-космічними силами оборони армії США (USARSPACE) / Стратегічне Командування армії США (USARSTRAT) (Арлінгтон)
    - 100-та бригада ракетної оборони (ракетні комплекси наземного базування) (Петерсон, Колорадо)
    - 1-ша космічна бригада (Петерсон AFB, Колорадо)

  - Стратегічне Командування Корпусу морської піхоти США (MARFORSTRAT) (Оффут, Небраска)
  - Командування мереж ВМС США (NETWARCOM) (Літтл-Крік, Вірджинія)
  - Об'єднана оперативна група операцій у глобальній мережі (Оффут, Небраска)

#### Транспортне Командування Збройних сил США

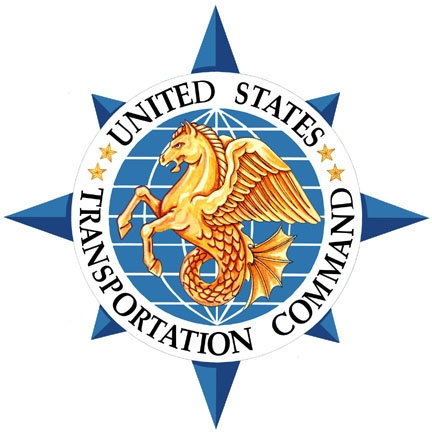
Емблема USTRANSCOM

- Командувач USTRANSCOM: генерал Стівен Лайонз, Армія

##### Склад USTRANSCOM
- Транспортне Командування Збройних сил США (Скотт, Іллінойс)

- - Транспортне командування Повітряних сил США (AMC) (Скотт, Іллінойс)
    - 18-та повітряна армія (Скотт AFB, Іллінойс)
      - 15-та авіаційна експедиційна оперативна група (Тревіс, Каліфорнія)
        - 60-те авіакрило перевезень (C-5A/B/C, KC-10A) (Тревіс AFB, Каліфорнія)
        - 62-ге авіакрило перевезень (C-17A) (Макхорд-Філд, Вашингтон)
        - 317-та авіагрупа перевезень (C-130H) (Дайс, Техас)
        - 375-те транспортне крило (оперативна підтримка авіаперевезень) (C-21A, C-9A) (Скотт AFB, Іллінойс)
        - 22-ге авіакрило дозаправлення (KC-135R/T) (Макконнелл, Канзас)
        - 92-ге авіакрило дозаправлення (KC-135R/T) (Фейрчайлд, Вашингтон)
        - 19-те авіакрило дозаправлення (KC-135R/T) (Гранд-Форкс, Північна Дакота)
        - 621-ше авіакрило постійної підтримки (Макквайр, Нью-Джерсі)
        - 715-та авіагрупа підтримки перевезень (Гіккам, Гаваї)

      - 21-ша авіаційна експедиційна оперативна група (Макквайр, Нью-Джерсі)
        - 436-те авіакрило перевезень (C-5A/B) (Довер, Делавер)
        - 305-те авіакрило перевезень (C-17A, KC-10A) (Макквайр AFB, Нью-Джерсі)
        - 437-ме авіакрило перевезень (C-17A) (Чарльстон-Філд, Південна Кароліна)
        - 43-тє авіакрило перевезень (C-130E) (Поуп Філд), Північна Кароліна)
        - 314-те авіакрило перевезень (C-130E/H) (Літл-Рок, Арканзас)
        - 89-те авіакрило перевезень (VIP) (VC-25A, VC/C-37A, C-20B, C-32A, C-40B) (Ендрюс, Меріленд)
        - 6-те авіакрило перевезень (KC-135R, C-37A) Мак-Ділл, Флорида)
        - 19-те авіагрупа дозаправлення (KC-135R, EC-137D) (Робінс, Джорджія)
        - 721-ша авіагрупа мобільних перевезень (Рамштайн, Німеччина)